# Suleika Jaouad
Suleika Jaouad (New York, 1988. július 5. –) amerikai író, szószóló és motivációs előadó. A The New York Times „Life, Interrupted” rovatának szerzője, és írt a Vogue-ba, a Glamourba, az NPR All Things Everything és a Women's Health című lapokba is. 2021-ben a Két királyság határán című emlékirata a The New York Times bestsellere lett.
Amikor 2011-ben az akut mieloid leukémia ritka fajtáját állapítottak meg nála, orvosai csupán 35%-nyi esélyt adtak az életben maradásának. Mégis életben maradt, és sokat beszélt az egészségügyben szerzett tapasztalatairól. Az Emmy-díjas rovata, a „Life, Interrupted” a The New York Times Well blog része volt. 2021-ben közzétette, hogy rákbetegsége kiújult, és másodszor is csontvelő-átültetésnek vetette alá magát.

## Magánélete
Jaouad New Yorkban született tunéziai származású muszlim apától és svájci származású katolikus anyától. Apja, Hédi, francia nyelvet tanított a New York állambeli Saratoga Springs-i Skidmore College-ben. Anyja, Anna, művész volt. Jaouad részt vett a Juilliard School előkészítő programjában, amelyben a nagybőgőjátékot tanulmányozta.
A Princeton Egyetemen a közel-keleti tanulmányok főszakra, továbbá francia és gendertudományi kiegészítő szakra járt. 2010-ben a legmagasabb kitüntetéssel BA diplomát szerzett, majd 2020-ban a Bennington College-ban írásból és irodalomból MFA diplomát szerzett. Beutazza az Egyesült Államokat, írás- és wellness-workshopokon tanít, és felszólal középiskolákban, egyetemeken, kórházakban, vállalatoknál, adománygyűjtő és szakmai rendezvényeken. Szerepelt többek között az NPR Talk of the Nation című műsorában, az NBC Weekend Today című műsorában, a CBS News-ban, a The Paris Review-ben, a Los Angeles Timesban és a Darling magazinban. TED-előadása „Mit tanított az életről a majdnem meghalás?” címmel 2019 júniusában jelent meg.
Jaouad férje Jon Batiste zenész, akivel 2014 óta áll kapcsolatban. A New York Times 2012-es Life, Interrupted című wellness cikke szerint, amelyben hetente számolt be fiatal felnőttként szerzett rákos megbetegedéséről, Jaouad azt írta, hogy először tinédzserként találkozott Batiste-tel a banda táborában. 2022 áprilisában a pár egy tévéinterjúban elárulta, hogy 2022 februárjában titokban házasodtak össze. A rákbetegsége 2021-ben kiújult.
2023-ban Jaouad szerepelt a Matthew Heineman rendezte American Symphony című dokumentumfilmben, amelyben megemlíti, hogy a rákja visszatérésével küzd, miközben Jon Batiste az első szimfóniáját komponálja.
Between Two Kingdoms - Két királyság határán
| Két királyság határán: A Memoir of a Life Interrupted |                                                    |
|                                                       |                                                    |
| Szerző                                                | Suleika Jaouad                                     |
| Ország                                                | Amerikai Egyesült Államok                          |
| Nyelv                                                 | Angol                                              |
| Műfaj                                                 | Emlékirat                                          |
| Kiadó                                                 | Random House                                       |
| Megjelent                                             | 2021. február 9.                                   |
| Médiatípus                                            | Nyomtatott (keménykötésű, puhakötésű), hangoskönyv |
| Oldalszám                                             | 457                                                |
| ISBN                                                  | 9789634339304                                      |

A Két királyság határán: A Memoir of a Life Interrupted a Random House-nál. 2021-ben megjelent emlékirat Jaouad rákdiagnózisát, kezelését és felépülését tárgyalja. A könyv címe Susan Sontag: Betegség mint metafora című könyvének egyik sorából származik: „Minden megszületett embernek kettős állampolgársága van az egészségesek és a betegek birodalmában.”
A könyvben Jaouad újra megvizsgálja a rákdiagnózisa előtti és utáni életét, "hogy utat törjön a jobbulás után. Folyóiratokra, orvosi feljegyzésekre, levelekre, e-mailekre és sokakkal folytatott interjúkra támaszkodva, akik megjelennek a könyv oldalain, Jaouad emlékirata részletezi korai tüneteit, kezdeti diagnózisát, majd nagy részletességgel kifejti, ahogy a fizikai, mentális és érzelmi rákbetegség hatalmába keríti őt és a környezetét."
Könyvét általában jól fogadták a kritikusok, köztük a Booklist, a Library Journal és a Publishers Weekly könyvszemléi. 
Barrie Olmstead a Library Journalban ezt írta: „Jaouad gyönyörűen ír a »kettős állampolgárság« helyéről, ahol fájdalmat, de örömet, rokonságot és lehetőséget is talál.” A Publishers Weekly a könyvet „lenyűgöző, jól kidolgozott és nehezen letehető emlékiratnak”, míg a Booklistben June Sawyer szerint „őszinte és igazán emlékezetes” műnek nevezte.
A Két királyság határánt kedvezően értékelte a Kirkus Reviews, a Los Angeles Times, az NPR és a Shelf Awareness is. A Kirkus Reviews a könyvet „emlékezetesnek, lírainak és végső soron reménykeltőnek nevezte: olyan könyv, amely figyelmesen szól mindenkihez, aki betegségtől és veszteségtől szenved.” Az NPR-es Heller McAlpin szerint „Jaouad könyve nemcsak azért kitűnő, mert átélte, hogy utólag elemezze egészségéért való küzdelmének történetét, de azért is, mert magában foglalja azt a kevésbé ismert mesét is, hogy mit tesz túlélni, és rá kell jönnie, hogyan éljen újra." A Shelf Awareness kifejtette:
„Jaouad nehéz története fanyar optimizmussal van átitatva. Ennek részben az az oka, hogy az olvasók tudják, hogy Jaouad túléli betegségét, hogy könyvét megírja, de az is bizonyítja, hogy mi teszi a Két királyság határán olyan lenyűgözővé: Jaouad elképesztő képessége, hogy fájdalmát valami mássá alakítsa. Nem tagadja, és nem titkolja el a diagnózisa kihívásait vagy egyes kezeléseinek zsigeri gyötrelmét, mégis számol azzal, hogy életének ezek a lehetetlen évei milyen módon kovácsolták őt azzá a nővé, akivé azóta vált.
A Los Angeles Times is dicsérte Jaouad őszinteségét, mondván, hogy ez a könyv kulcsa.
A Booklist kedvezően értékelte a hangoskönyvet: „Jaouadot olvasva rokonszenves és vonzó narrátornak tekintjük. Bár nehéz és fájdalmas történetet mesél el, megfontolt hangvétele soha nem tolódik el a harag vagy a keserűség felé. Ehelyett türelmesen kezeli a nehéz témákat, csak a beszélgetések hangsúlyozzák alanyaik valóban feszült természetét.”

## Díjai
| Év   | Díj                                                                  | Eredmény    | Hivatkozás |
| 2021 | A Goodreads Choice Award emlékirat- és önéletrajz kategória jelöltje | Jelölés     |            |
| 2021 | Booklist Editors' Choice: Felnőtt könyvek                            | Válogatás   |            |
| 2021 | A Booklist 2021-es legjobb emlékiratai                               | A10 legjobb |            |

## Fordítás
Ez a szócikk részben vagy egészben  a   Suleika Jaouad című angol Wikipédia-szócikk fordításán alapul.  Az eredeti cikk szerkesztőit annak laptörténete sorolja fel. Ez a jelzés csupán a megfogalmazás eredetét és a szerzői jogokat jelzi, nem szolgál a cikkben szereplő információk forrásmegjelöléseként.